# Io Giovanna
Io Giovanna è un doppio CD, che contiene un album live Omaggio a Milva e un album in studio Ieri e oggi, della cantante italiana Giovanna, pubblicato il 28 gennaio 2022 su etichetta Kicco.

## Descrizione
Il disco 1 ‘’Omaggio a Milva’’ contiene il concerto dal vivo, dedicato a Milva, tenuto il 31 luglio 2021 all’Auditorium di Fortunago per Oltrepop Festival. Mentre il disco 2 contiene i successi di Giovanna  (presentati in nuove versioni) e brani inediti, più due featuring con Carola Stagnaro e Dario Gay.
Nel disco 1 al pianoforte e fisarmonica abbiamo Walter Bagnato, mentre nel disco 2 al pianoforte Paolo Marconi.
L'album è stato anticipato dai singoli Il canto di un'Eneide diversa e Yo soy Maria (Maria de Buenos Aires) dei quali sono stati realizzati anche due videoclip, il secondo realizzato dal regista Domiziano Cristopharo.

## Tracce
CD 1 - Omaggio a Milva (Live Auditorium di Fortunago, 31 luglio 2021):
1. Yo soy Maria (Astor Piazzolla)
2. Il canto di un’Eneide diversa (Thanos Mikroutsikos)
3. Da troppo tempo (Luigi Albertelli, G. Colonnello)
4. Milord (Marguerite Monnot, Georges Moustaki)
5. Flamenco rock (Walter Malgoni, Pier Quinto Cariaggi)
6. Quattro vestiti (Ennio Morricone, Franco Migliacci)
7. Un tango italiano (Cesare Andrea Bixio, N. Rodi)
8. Canzone (Don Backy)
9. La filanda (A. Fialho, Vito Pallavicini)
10. Mediterraneo (L. Albertelli, Enrico Riccardi)
11. La vie en rose (Edith Piaf, M. Monnot)
12. Non, Je ne regrette rien (Charles Dumont, Michel Vaucaire)
13. Libertango (A. Piazzolla)
14. Hasta siempre (Bella Ciao) (Carlos Puebla)
15. Mackie Messer (Kurt Weill, Bertolt Brecht)
16. Addio tabarin (Gino Franzi)
17. Le rose rosse (E. A. Mario)
18. Gastone (Ettore Petrolini)
19. La giava rossa (Angelo Ramiro Borella)
20. Uomini addosso (Valerio Negrini, Roby Facchinetti)
21. Mare verde (Giuseppe Marotta, Salvatore Mazzocco)
22. Canzone appassiunata (E. A. Mario)
23. Alexander Platz (Franco Battiato, Giusto Pio)

CD 2 - Ieri e oggi:
1. Il mio ex (Roberto Carlos Braga, Paolo Limiti)
2. Dietro un grande amore (Giovanna Nocetti, P. Limiti)
3. Vi amo tutti e due (Alberto Anelli, P. Limiti)
4. Lei chi è (G. Nocetti, P. Limiti)
5. Ahi mi amor (Joan Manuel Serrat, P. Limiti)
6. Trenta giorni (G. Nocetti, P. Limiti)
7. La voce del silenzio (Elio Isola, P. Limiti)
8. Ma meglio una donna (G. Nocetti, Luigi Mosello)
9. Entre mis brazos (G. Nocetti)
10. Dora (G. Nocetti)
11. No llores por mi Argentina (Andrew Lloyd Webber)
12. Mediterraneo (J. M. Serrat)
13. No puedo vivir sin ti (G. Nocetti)
14. L’innocente (G. Nocetti) feat. Carola Stagnaro
15. E penso a te (Lucio Battisti, Mogol)
16. Libero (Dario Gay) feat. Dario Gay
17. Nessun dorma (Giacomo Puccini)
18. Malata d’allegria (Alberto Salerno, Gabriele Balducci)